# Gradius III and IV
Gradius III and IV (グラディウスＩＩＩ&ＩＶ ～復活の神話～ Guradiusu Surī ando Fō: Fukkatsu no Shinwa?) es un pack de 2 juegos de la saga Gradius, lanzado en el año 2000 para PlayStation 2, desarrollados por Konami.
Gradius III and IV contiene los siguientes videojuegos:
- Gradius III, versión arcade.
- Gradius IV Fukkatsu, versión arcade.

## Adiciones del pack
Este pack incluye una serie de mejoras y extras respecto a los originales:
- Inclusión de modos de dificultad.
- Posibilidad de activar/desactivar las ralentizaciones de los originales.
- Posibilidad de elegir nivel en ambos juegos.
- Minijuegos desbloqueables en Gradius III, como los niveles escondidos de Gradius y Salamander o la lluvia de bloques del nivel 9.
- Modo Boss Rush (lucha de jefes) en Gradius IV Fukkatsu.
- Dos vídeos realizados para el recopilatorio en cuestión.